# الدعارة في سوريا
الدعارة في سوريا مسألة غير قانونية، حيث أن القانون السوري صارم فيما يتعلق ببيوت البغاء وبالعاملات فيها. ويُقدر برنامج الأمم المتحدة المشترك أن هناك 25,000 من العاهرات في البلاد.
منذ بداية الحرب الأهلية السورية، فرت العديد من النساء من البلاد وتحولن للعمل في الدعارة وذلك لكسب عيشهن خاصة في دولة الأردن ذات الحدود مع سوريا، تركيا ثم لبنان.
تُعاني سوريا من مشاكل جمة عندما يتعلق الأمر بالدعارة؛ ويعد الاتجار بالجنس واستغلال الأطفال إباحيا ثم السياحة الجنسية من أبرز المشاكل التي تقف في طريق سوريا نحو محاربة الظاهرة.

## التاريخ
يصف إسماعيل الجزري (1136-1206) في كتاباته قوادة دمشقية حيث يُؤكد على أن النساء كان يتم تجنيدهن للعمل كعاهرات خلال حفلات الزفاف، ويصف كيفية أخده لمرأة إلى مكان آمن خارج المدينة وهناك كان زوجها القواد لكن في نهاية المطاف تم إلقاء القبض عليهم واعترفت المرأة بجرمها تحت طائلة التعذيب فيتم خنقها أم الزوج فيفلح في الهرب وينجو من العقاب.
في سوريا العثمانية، لم يكن البغاء منتشرا بشكل واضح حيث كان يتم في سكوت ودون علم أحد تقريبا.
خلال الانتداب الفرنسي (1923-1946) تم تقنين وتنظيم البغاء، ويُعتقد أن 742 من البغايا تم تسجيلهن وحصلن على وثيقة تؤكد أنهن ممتهنات للدعارة باعتراف السلطات ولكن يعتقد أن العدد الفعلي أعلى بكثير.
منذ عام 2003، مارست العديد من النساء الفارات من الحرب في العراق الدعارة من أجل كسب قوت العيش. وتُقدر بعض المصادر أن 50 ألف من اللاجئات العراقيات استقرين في سوريا إلا أن العديد منهن كانوا أرامل أو أيتام بدون شهادة مهنية فاضطروا لامتهان الدعارة بوصفه المصدر الوحيد لكسب العيش.

## السياحة الجنسية
غدت البلاد مقصدا للسياحة الجنسية في العقد الأول من القرن العشرين، من قبل شباب العالم العربي. ولا سيما أولئك القادمين من المملكة العربية السعودية؛
في صيدنايا وهي ضاحية من ضواحي مدينة دمشق، كان هناك أكثر من 100 نادي سياحي يستقطب الفتيات القاصرات بالخصوص، وقد شهدت بعض النوادي ممارسات جنسية خارج إطار الزواج في عدد من المناسبات. هذا وتجدر الإشارة إلى أنه بعد بدء الحرب الأهلية قَلَّ معدل السياحة الجنسية بشكل ملحوظ لكن وفي المقابل فقد ارتفعت معدلات الاغتصاب.

## الاتجار بالجنس
تُعد سوريا بلد منشأ ومقصد للنساء والأطفال ضحايا الاتجار بالجنس. الوضع في سوريا مستمر في التدهور في ظل استمرار الحرب الأهلية، فأكثر من نصف سكان سوريا والبالغ عددهم 12 مليون شخص تقريبا قد شردوا حسب آخر الإحصائيات التي أُجريت في آذار/مارس 2017، أما خمس ملايين آخرون فقد فروا إلى البلدان المجاورة اعتبارا من كانون الأول/ديسمبر 2016 ثم ما يقرب من 6.3 مليون من المشردين داخليا، لذلك فالسوريين سواء الباقين في البلاد أو اللاجئين في البلدان المجاورة لا يزالون عرضة للاتجار.
في آذار/مارس 2016، ذكرت وسائل الإعلام أن النساء من نيبال وبنغلاديش أجبروا على العمل في صناعة الجنس في سوريا. وفي يونيو/حزيران 2014 أعلن داعش عن إنشاء دولة «الخلافة» في العراق وسوريا، فكان يقوم أفراده بشكل روتيني بإخضاع الفتيات السوريات لاختبارات العذرية قبل وإرسالهن إلى مختلف المحافظات السورية وغيرها من البلدان. توغل تنظيم داعش في القرى الآشورية في شمال شرق محافظة الحسكة وقبض على 30 امرأة آشورية مسيحية وأجبرهن على العبودية الجنسية.
اللاجئون السوريين عرضة للاتجار في الدول المجاورة وخاصة الأردن ولبنان والعراق وتركيا، أما اللاجئات فهن عرضة للزواج القسري أو الزواج المؤقت (زواج المتعة) وغير ذلل من أشكال الاستغلال والاتجار بالجنس في مخيمات اللاجئين في الأردن وكذلك في المدن في كردستان العراق بما في ذلك السليمانية ثم في بغداد، البصرة وغيرها من المدن في جنوب العراق. وكانت بعض التقارير الصادرة عام 2015 قد أشارت إلى أن بعض اللاجئات السوريات قد أجبرن على ممارسة البغاء من قبل شبكة تهريب في الفنادق وبيوت الدعارة في كل من لبنان وتركيا.